# Kostary
Kostary, Kostery (biał. Кастары, Kastary; ros. Костари, Kostari) – wieś na Białorusi, w obwodzie brzeskim, w rejonie kamienieckim, w sielsowiecie Wołczyn, nad Bugiem, który stanowi tu granicę państwową z Polską.
Ślepo kończy tu bieg droga republikańska R9.

## Historia
W XIX i w początkach XX w. położone były w Rosji, w guberni grodzieńskiej, w powiecie brzeskim, w gminie Wołczyn.
W dwudziestoleciu międzywojennym leżały w Polsce, w województwie poleskim, w powiecie brzeskim, w gminie Wołczyn. W 1921 miejscowość liczyła 169 mieszkańców, zamieszkałych w 32 budynkach, w tym 159 Polaków i 10 Białorusinów. Wszyscy mieszkańcy byli wyznania prawosławnego.
Po II wojnie światowej w granicach Związku Sowieckiego. Od 1991 w niepodległej Białorusi.